# Гелісханов Султан
Султан Гелісханов (народився 1955 року) — чеченський діяч органів внутрішніх справ та органів державної безпеки, державний діяч, міністр внутрішніх справ ЧРІ, начальник Департаменту державної безпеки Ічкерії. 
З 1993 по березень 2005 років очолював спецслужби Ічкерії, учасник першої російсько-чеченської війни. Бригадний генерал ЧРІ (1996).

## Життєпис
Султан Гелісханов народився в 1955 році у засланні в Казахстані. Згідно з деякими джерелами, належить до тейпу Ялхорой і походить із села Ялхорой.
З 1975 року працював у Гудермес автотехнічному господарстві. Невдовзі став начальником автоколони.
1981 року став автоінспектором. Випускник Саратовської школи ДАІ та Ростовської вищої школи міліції при Академії МВС СРСР. У 1991 році, до моменту приходу влади Джохара Дудаєва, у званні майора очолював ДАІ Гудермеса.
1992 року Гелісханов очолив ГУВС Гудермеса. Наступного року його зняли з посади через підозри в причетності до пограбувань залізничних поїздів. У квітні 1993 року Гелісханов стає міністром внутрішніх справ Ічкерії. У вересні цього ж року очолив департамент держбезпеки. Ним було сформовано полк національної гвардії, який використовувався владою для боротьби з опозицією.

З початку першої російсько-чеченської війни Гелісханов брав участь у бойових діях. Наприкінці січня наступного року змушений був відступити до Гудермесу, який перетворив на укріплений район. У березні 1995 року Гелісханов очолив особливий відділ при міністерстві оборони Ічкерії, функцією якого було знищення співробітників російських спецслужб і чеченців, які з ними співпрацювали.
Наприкінці 1995 року його було знято з усіх постів. Є версія, що причиною стали сепаратні переговори Гелісханова з Москвою, які здійснювалися всупереч бажанню Дудаєва.
У 1995 році разом з Салманом Радуєвим захопив і утримував десять днів місто Гудермес.
Після вбивства Дудаєва Гелісханов стає в Ічкерії самостійною фігурою. Ймовірно, це було пов'язано з його фінансовою незалежністю, яку він отримав завдяки контролю над кустарним нафтовим бізнесом у районі Гудермеса. Також він мав зв'язки з чеченськими кримінальними угрупованнями в Росії. 
На початок Другої російсько-чеченської війни Гелісханов контролював 150 бойовиків. Його формування не брали активної участі у бойових діях та були розпущені «до особливих розпоряджень».
У 2006 році Гелісханов здався російським військам, після чого його допитали і відпустили додому до Гудермеса. Єдиним звинуваченням, що можна було йому пред'явити, був напад на міліціонерів з Твері влітку 2005 року в Шалінському районі (Чечня), який призвів до загибелі семи осіб. Але довести причетність Гелісханова до цього нападу не вдалося. 
Відносно нього було порушено справу за фактом участі у незаконних збройних формуваннях.